# Mourir d'aimer
Mourir d'aimer és una pel·lícula franco-italiana de 1971 dirigida per André Cayatte. Està basada en la veritable història de Gabrielle Russier.

## Argument
Durant els dies del maig de 1968 Danièle Guénot, una dona divorciada i mare de dos fills de 32 anys, és políticament compromesa i professora de francès i llatí a Rouen, i organitza tertúlies polítiques a casa seva. Un estudiant de 17 anys, Gérard Leguen, s'enamora d'ella. Inicialment el rebutja, però ambdós senten una forta atracció mútua. Els seus pares els denuncien, i ella és enviada a la presó i ell a altres escoles, amb familiars i a una clínica de pacients psiquiàtrics. Finalment ella se suïcida.

## Repartiment
- Annie Girardot: Danièle Guénot
- Bruno Pradal: Gérard Leguen
- Claude Cerval: judge
- François Simon: pare de Gérard
- Jean-Paul Moulinot: Pare de Danièle
- Jean Bouise: Jutge juvenil
- Monique Mélinand: Mare de Gérard
- Yves Barsacq: Amic
- Edith Loria: Renée
- Jacques Marin: correspondent
- Raymond Meunier: Advocat de Danièle
- André Reybaz: Director de l'escola
- Mariannik Revillon: Cécile
- Daniel Bellus: Jean-Luc
- Charles Millot: fals jutge
- Bernard Musson: cap d'estudis
- Marthe Villalonga: treballador social

## Antecedents i producció
La pel·lícula és basada en la història de Gabrielle Russier, una professora francesa divorciada de 32 anys de Marsella qui se suïcidà l'1 de setembre de 1969 després d'haver estat condemnada per corrupció de menors. Va ser rodada a Mont-Saint-Aignan i Rouen, amb algunes escenes rodades a Cluses.

## Música
La banda sonora és de Louiguy. La cançó Mourir d'aimer de Charles Aznavour també fou inspirada en la història de Roussier i fou creada abans de la pel·lícula, a començaments de 1971, però Louiguy no va permetre que la usessin en la banda sonora de la pel·lícula; va ser inclosa en algunes versions no franceses, com la italiana i la estatunidenca. També va ser representada com "inspirada per la pel·lícula" en singles de 45 rpm que van aparèixer poc després. La versió usada en la banda sonora italiana va guanyar el Lleó d'Or al Festival Internacional de Cinema de Venècia de 1971.
La cançó "De terciopelo negro" de l'equatorià Jorge Araujo Chiriboga fa nombroses referències a la pel·lícula, interpretada per Carmela, amb Paco Ibáñez a la guitarra. Aquesta i "Partida" van sortir com a singles.

## Recepció
La pel·lícula va ser un èxit, va vendre 5 milions d'entrades només a França. La interpretació d'Annie Girardot fou particularment lloada. El crític de The New York Times va lloar les actuacions i va escriure que la pel·lícula "aprofundeix i sovint commovedora en els estats d'ànim dels legisladors incòmodes i dels principis tràgics"

## Distincions
- 1970: Grand prix du cinéma français
- 1972: Nominada al Globus d'Or a la millor pel·lícula de parla no anglesa